# Lipome
 Mise en garde médicale

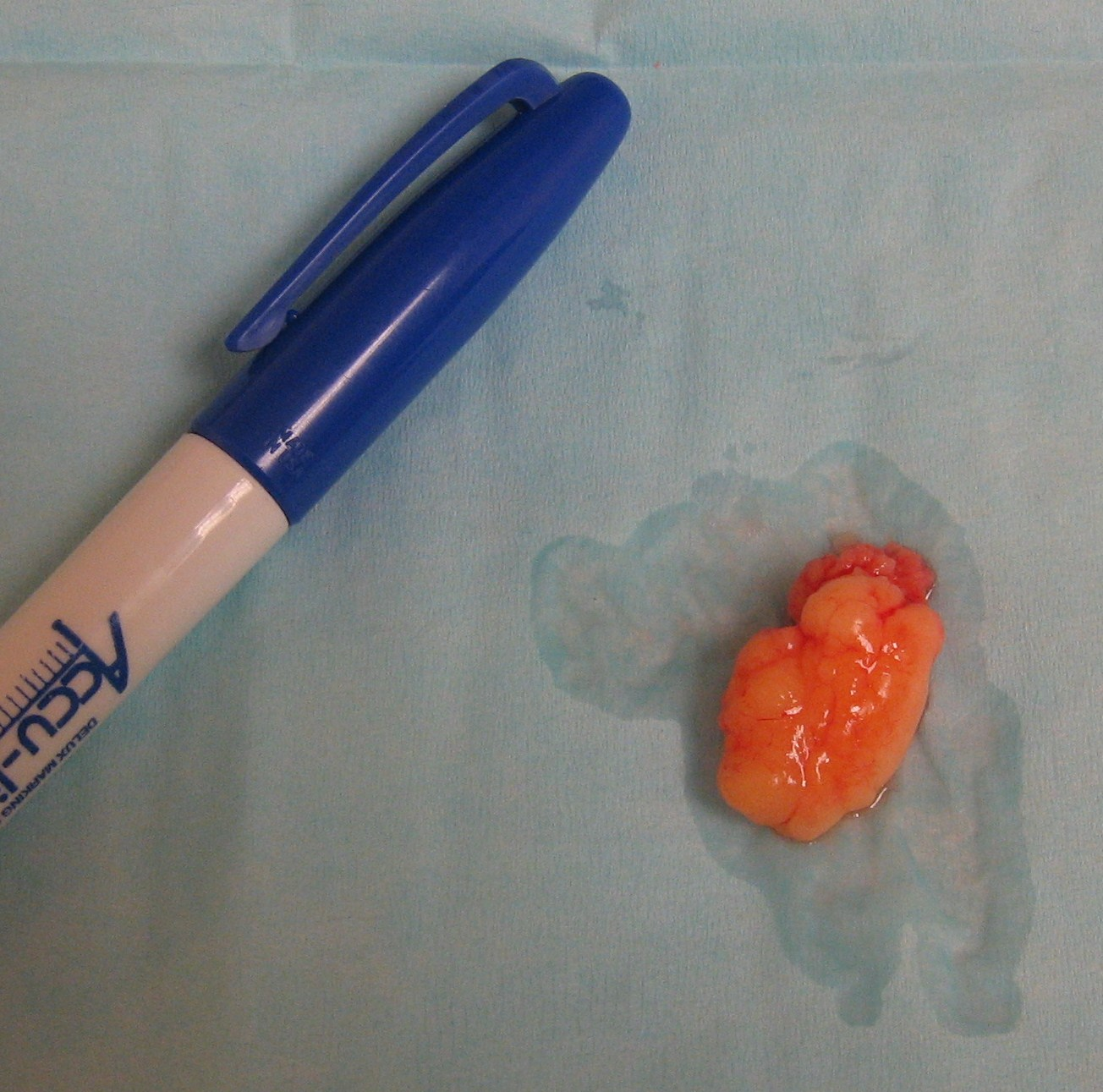
Exérèse d'un lipome

Un lipome est une tumeur du tissu gras ou adipeux, en règle générale bénigne, formée de globules graisseux et se présentant comme une tuméfaction souple ou molle située sous la peau. 
Insensible mais parfois gênant en raison de sa situation ou de son volume, le lipome est stable mais il peut discrètement augmenter au fil des années ou des décennies. S'il est nécessaire, son traitement relève d'une ablation chirurgicale simple. 
Un lipome n'a pas tendance à dégénérer pour donner un liposarcome. Un sujet peut présenter des lipomes multiples, appelé lipomatose.
Approximativement un pour cent de la population mondiale a au moins un lipome.

## Les différents types de lipomes

### Lipome circonscrit
Ces lipomes siègent dans les tissus cellulaires sous-cutanés ou dans un muscle. La nuque, le dos, les épaules et les cuisses sont des régions les plus fréquemment atteintes. Ces lipomes peuvent être uniques ou multiples : il s'agit dans ce dernier cas d'une lipomatose.
On peut en trouver dans les organes profonds, par exemple l'intestin grêle.

### Lipome diffus
Ils sont beaucoup plus rares que les précédents. Ce sont des tumeurs bénignes qui ont, cependant, tendance à la récidive locale.
La maladie de Hoffa est une lipomase articulaire diffuse du ligament adipeux du genou, dont la nature exacte est mal connue.

### Adénolipomatose
C'est l'association de lipomes à une adénopathie sous-jacente.

## Causes
Les lipomes ont plusieurs causes possibles, principalement le terrain héréditaire,. 
Des cas pour lesquels des blessures mineures auraient provoqué la croissance de lipomes sont rapportés, mais le lien entre blessure physique et lipome reste controversé.

## Diagnostic
Un examen physique est généralement la méthode la plus simple pour poser un diagnostic. Rarement, une biopsie de tissu ou une imagerie peut être nécessaire. La modalité d'imagerie de choix est l'imagerie par résonance magnétique (IRM) car elle présente une sensibilité supérieure pour le distinguer du liposarcome et permet également de cartographier l'anatomie environnante,.

## Traitement
Normalement, le traitement d'un lipome n'est pas nécessaire, sauf s'il restreint les mouvements ou si la tumeur devient douloureuse. Le retrait est généralement fait pour des raisons esthétiques, si la tumeur grossit fortement. Un diagnostic des tissus, l'histopathologie, est aussi une cause de retrait pour vérifier si l'on n'est pas en présence d'une tumeur de type liposarcome. 

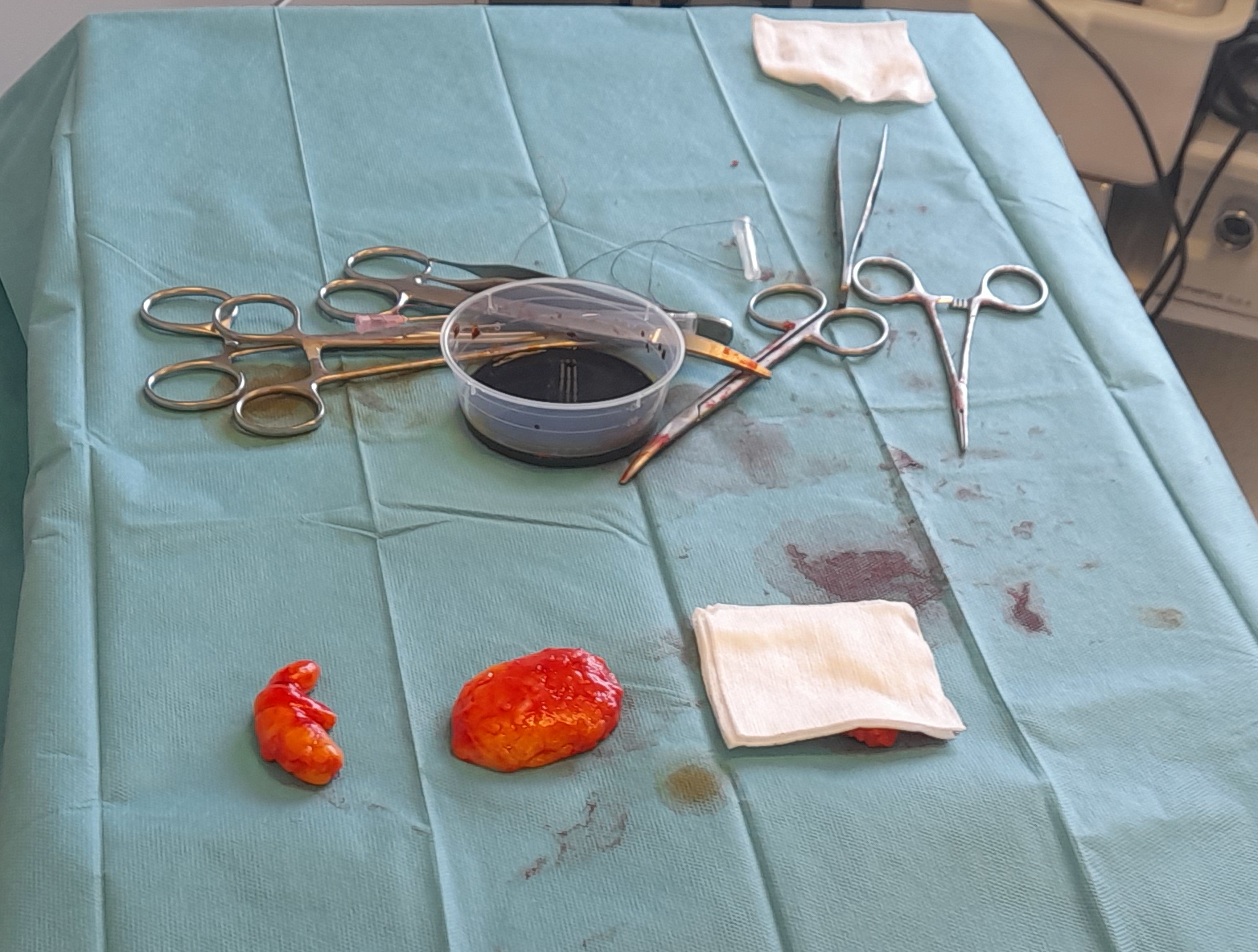
2 lipomes, 4 cm chacun, après exérèse.

Une simple excision suffit normalement pour enlever un lipome. L’opération est faite sous anesthésie locale et prend moins de 30 minutes. Elle soigne la majorité des cas avec une réapparition du lipome dans 1-2 % des cas après excision. 
La liposuccion est une autre option possible.

## Avancée scientifique
Le 27 septembre 2006, a eu lieu, en France, la première opération chirurgicale en condition d'apesanteur sur l'Homme, consistant en une ablation d'une tumeur graisseuse sur l'avant-bras d'un patient volontaire. L'opération a été réalisée par le professeur Dominique Martin et une équipe du Centre hospitalier universitaire de Bordeaux (Gironde) à bord d'un Airbus A300 ZERO-G de la société Novespace. Il s'agit d'une expérience destinée à l'astronautique.